# Lada Revolution
Der Lada Revolution wurde als Konzeptfahrzeug erstmals auf dem Pariser Automobilsalon 2003 von AwtoWAS vorgestellt. Der Roadster wurde ab 2004 als Lada Revolution Sport produziert, hatte ein Gewicht von 650 kg und einen 1,6-Liter-Benzinmotor mit einer Leistung von 121 kW. Ab 2006 wurde das Modell als SuperSport produziert und wog schließlich 670 kg, während die Leistung auf 158 kW stieg. Die Beschleunigung auf 100 km/h wurde in 6,5 Sekunden erreicht.

## Lada Revolution III

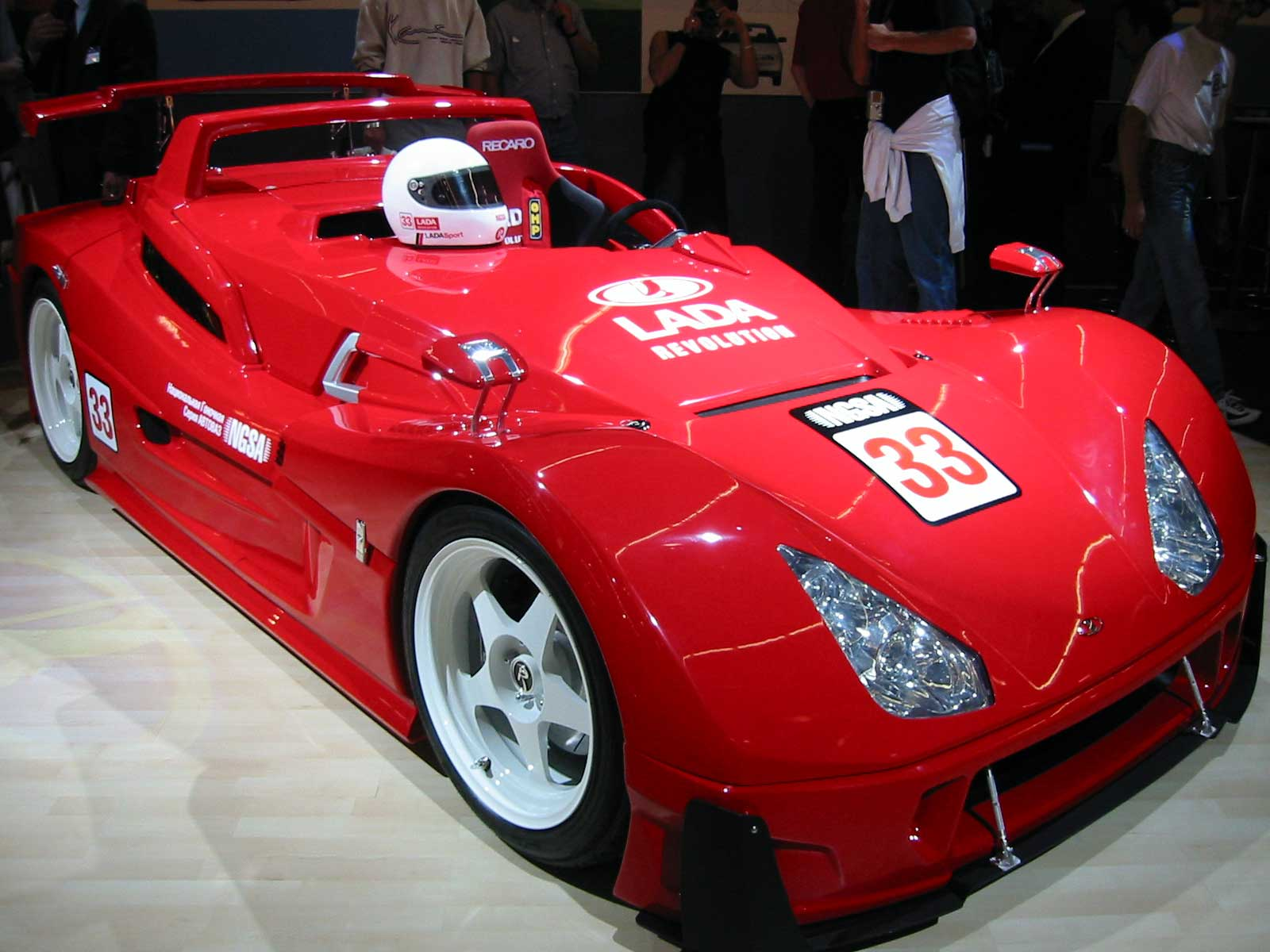
Prototyp 2003

Auf dem Pariser Automobilsalon 2008 präsentierte AwtoWAS den Konzept-Sportwagen LADA Revolution III, basierend auf dem Revolution und auf der Internationalen Automobil-Ausstellung in Frankfurt am Main 2009 wurde ein straßentauglicher Sportwagen der Konzeptstudie vorgestellt. Lada führte zahlreiche Testfahrten auf dem Nürburgring durch. Der Lada Revolution III hat einen 2-Liter-Benzinmotor mit Turbolader, der eine maximale Leistung von 245 PS bei 6000/min entwickelt. Das max. Drehmoment beträgt 310 Nm bei 5500/min. Die Beschleunigung von null auf 100 km/h beträgt 5,9 Sekunden. Damit erfüllt er eher die Merkmale eines Sportwagens, als sein Rennwagen-Prototyp Lada Revolution.